# ليون لارسون
ليون لارسون هو مؤلف وشاعر وسياسي سويدي، ولد في 1883 في Älvkarleby congregation ‏ في السويد، وتوفي في 1922 في Spånga-Kista församling ‏ في السويد.